# Wolfgang Richter (General)
Wolfgang Richter (* 30. Juni 1956 in Gummersbach) ist ein Brigadegeneral außer Dienst des Heeres der Bundeswehr. Er war in letzter Verwendung Beauftragter für Erziehung und Ausbildung des Generalinspekteurs der Bundeswehr und Stellvertreter des Kommandeurs Zentrum Innere Führung in Koblenz.

## Militärische Laufbahn

### Ausbildung und erste Verwendungen
Er trat 1976 in die Bundeswehr ein. Von 1978 bis 1981 studierte er Pädagogik an der Universität der Bundeswehr Hamburg. Danach wurde er u. a. als Zugführer und Kompaniechef beim Panzergrenadierbataillon 313 in Varel eingesetzt. Von 1990 bis 1992 nahm er am  Generalstabslehrgang (H) an der Führungsakademie der Bundeswehr (FüAkBw) in Hamburg teil. 

### Dienst als Stabsoffizier
1992 wurde er Stabsoffizier G 4 (Logistik) der Luftlandebrigade 31 in Oldenburg. 1994/95 besuchte er das Command and General Staff College (CGSC) in Fort Leavenworth in Kansas, USA. Von 1995 bis 1997 war er Kommandeur des Panzergrenadierbataillons 401 in Hagenow. Es folgte eine Verwendung als Stabsoffizier G 3 und Stellvertretender Leiter Gruppe Weiterentwicklung Infanterie an der Infanterieschule in Hammelburg. 1998/99 war er im Rahmen des SFOR-Einsatzes in Sarajevo, Bosnien und Herzegowina stationiert. Von 1999 bis 2001 war er Deskofficer Exercise Policy im Supreme Headquarters Allied Powers Europe (SHAPE) in Belgien. 2001 wurde er Chef des persönlichen Stabes Deputy Supreme Allied Commander Europe (DSACEUR), Admiral Rainer Feist. 2004 wurde er als Referatsleiter Fü S VI 3 (ABC-Abwehr und Schutzaufgaben der Bundeswehr; Truppenübungsplätze und Standortausbildungseinrichtungen) in den Führungsstab der Streitkräfte nach Bonn versetzt. 2008/09 war er International Fellow am US Army War College (USAWC) in Carlisle, Pennsylvania, USA. Von 2009 bis 2012 war er Kommandeur des Zentrums Operative Information in Mayen. 2011 war er im Rahmen des ISAF-Einsatzes Deputy Chief of Staff Communication im Hauptquartier Regional Command North in Mazar-e-Sharif, Afghanistan.

### Dienst als General
Von 2012 bis 2015 diente er als Assistant Chief of Staff J9 Civil Military Cooperation im HQ Allied Joint Force Command Naples (JFC Naples) in Italien. 2015 wurde er Beauftragter für Erziehung und Ausbildung des Generalinspekteurs der Bundeswehr, General Volker Wieker und später General Eberhard Zorn, und Stellvertreter des Kommandeurs Zentrum Innere Führung, zunächst Generalmajor Jürgen Weigt und später Generalmajor Reinhardt Zudrop. Ende März 2019 übergab Richter diesen Dienstposten an Oberst Robert Sieger und trat in den Ruhestand.

## Privates
Richter ist verheiratet und Vater eines Kindes.